# Agrypnus kumayuni
Agrypnus kumayuni là một loài bọ cánh cứng trong họ Elateridae. Loài này được Punam, Saini & Vasu miêu tả khoa học năm 1997.